# Bogserbåten Tor

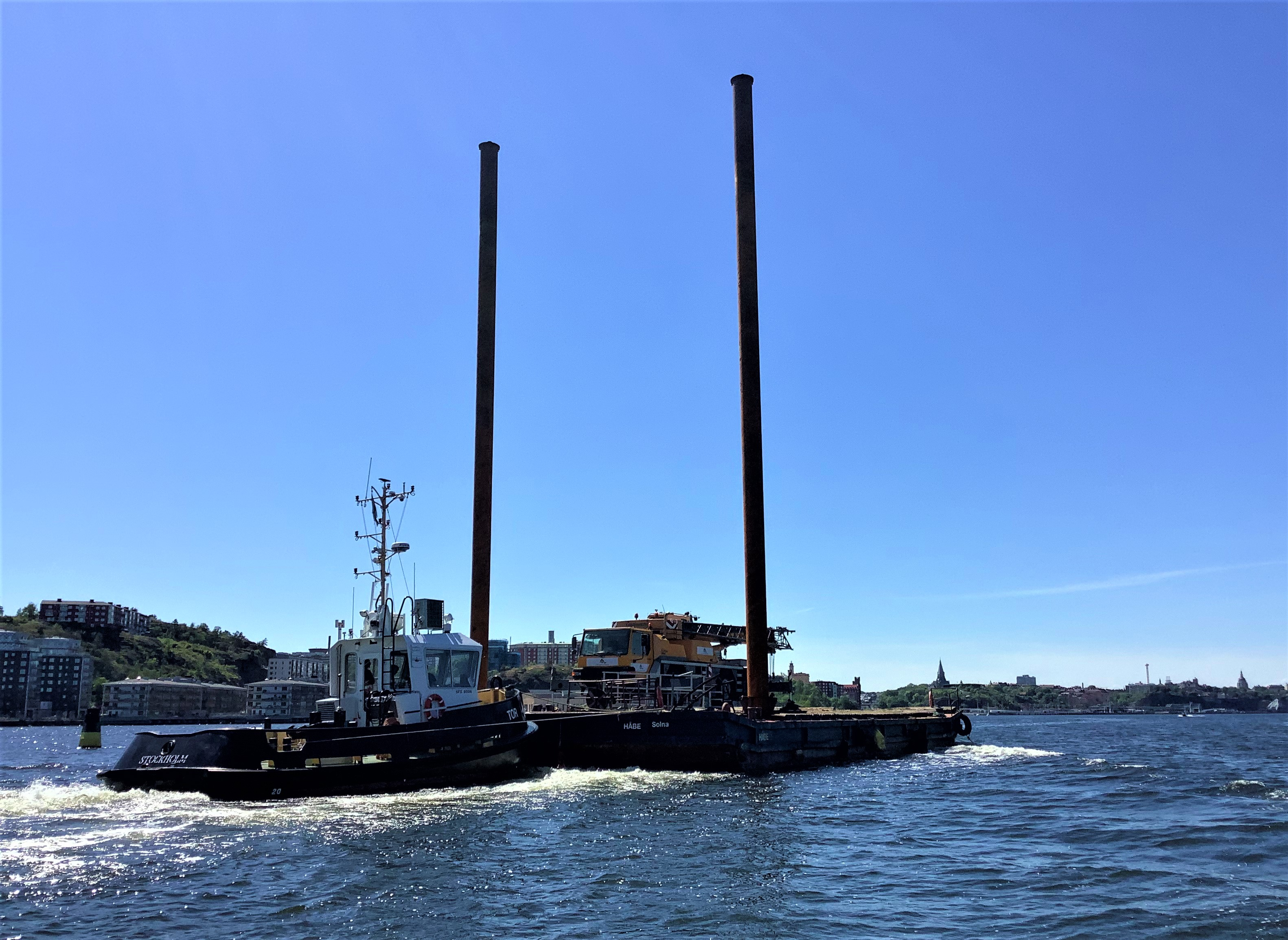
Tor skjuter på kran- och transportpråmen Håbe i Saltsjön, Stockholm.

Bogserbåten Tor är en svensk bogserbåt, som tillverkades på Damen Shipyard Changde i Changde i Kina och levererades 2017 till Marin & Haverikonsult i Stockholm.
Tor är en båt av Damens modell Stan 1205. Hon har ett pollaredrag på 9,7 ton.